# Klausheide (Nordhorn)
Klausheide is een Ortschaft in de gemeente Nordhorn in de Grafschaft Bentheim in de Duitse deelstaat Nedersaksen.

## Ligging, infrastructuur
Het rondom het gelijknamige landgoed liggende dorpje bevindt zich 7 km ten oost-noordoosten van de stad Nordhorn, en ligt aan de Bundesstraße 213. Op 5 km ten oosten van Klausheide ligt Lohne, het grootste dorp van de aangrenzende gemeente Wietmarschen.
Direct ten zuidoosten van het dorpje, eveneens aan de Bundesstraße 213, ligt het kleine vliegveld Klausheide (Vliegveld Nordhorn-Lingen). Het is per streekbus vanuit de steden Nordhorn en Lingen bereikbaar.

## Economie
- Het hoofdgebouw van Gut Klausheide huisvest sedert 1996 een zorginstelling, waarmede in de gemeente veel werkgelegenheid is verbonden. Er verblijven mensen, die meervoudig gehandicapt zijn en een complexe zorgvraag hebben.
- Rondom het dorpje Klausheide liggen talrijke industrie- en bedrijventerreinen. Ondernemingen van meer dan plaatselijk en regionaal belang zijn er niet gevestigd, met uitzondering van een fabriek van kunststof buizen en een fabriek van onderdelen voor elektronische apparaten.
- In een waterwingebied in het naaldbos van Klausheide wordt al het in de gemeente Nordhorn benodigde drinkwater opgepompt.

## Geschiedenis

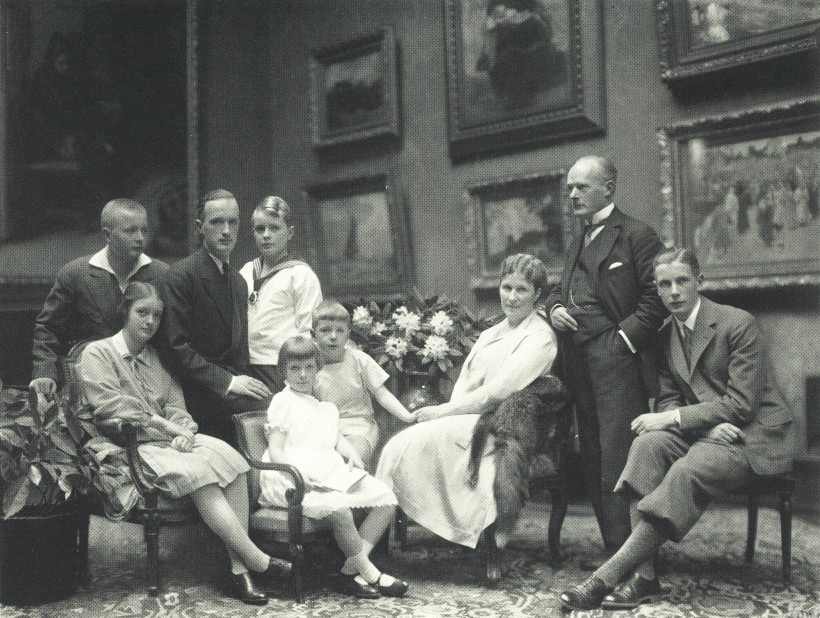
Familiefoto uit 1928 van Gustav Krupp von Bohlen und Halbach, zijn vrouw Bertha en hun kinderen. Zoon Claus, naar wie Klausheide is genoemd, zit geheel rechts vooraan.
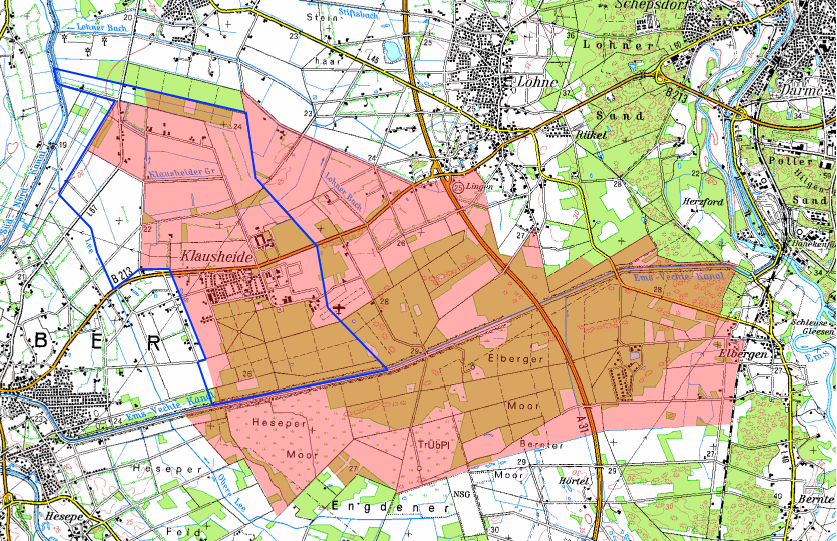
In rood: landgoed Clausheide anno 1914, op een kaart van rond het jaar 2000.
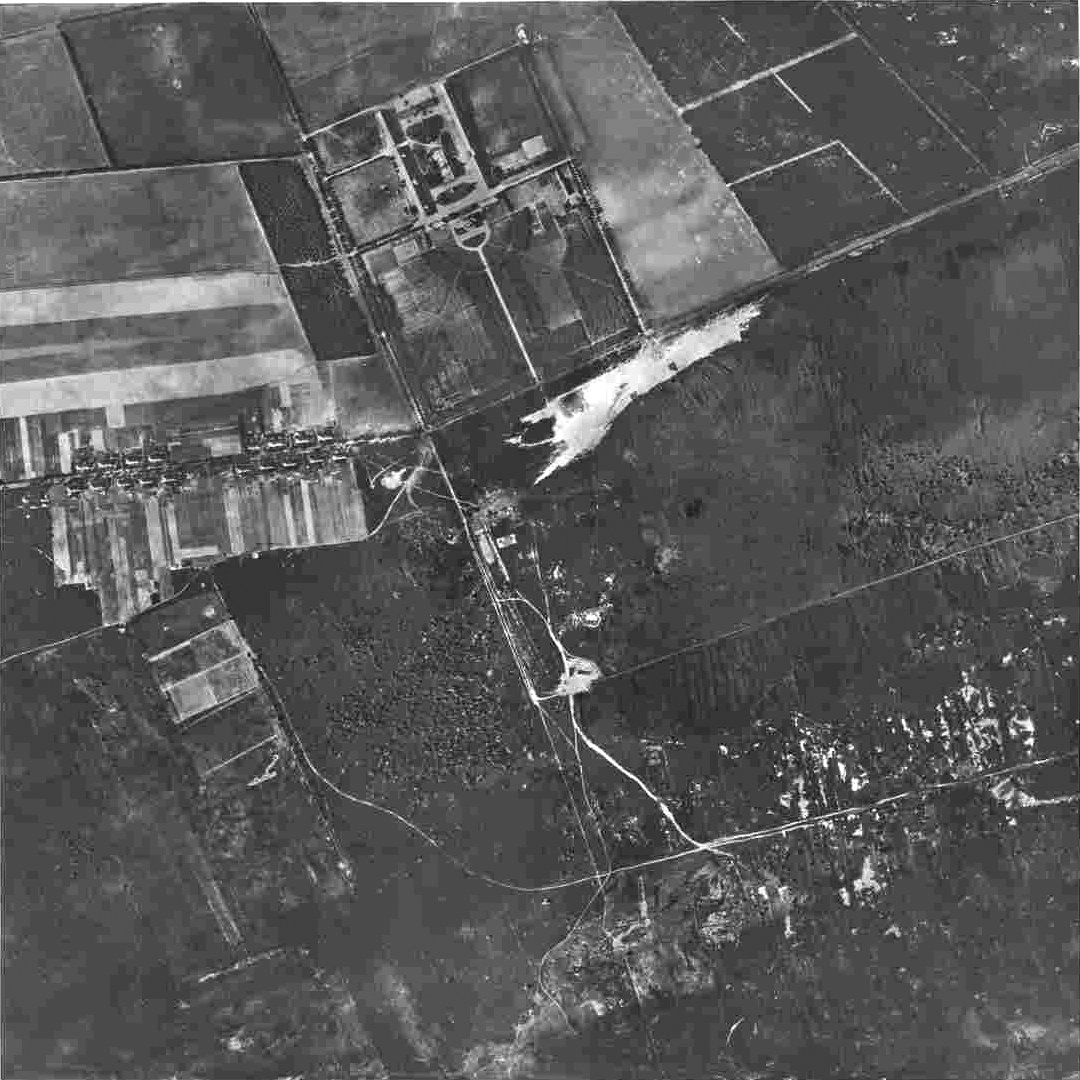
Luchtfoto uit 1936: bovenaan het landgoed, links midden de eerste woningen.

Tussen 1910 en 1914 kocht de familie Krupp von Bohlen und Halbach de grond voor de bouw van een als uitgestrekt modern model-landgoed bedoeld landgoed (Gut Klausheide). De ondernemer Gustav Krupp von Bohlen und Halbach kocht een uitgestrekt areaal heide en hoogveen en liet dit, ten dele door krijgsgevangenen van de Eerste Wereldoorlog, ontginnen. Het dorp ontstond rondom dit landgoed uit een groep woningen voor opzichters en arbeiders, die de ontginnings- en latere land- en bosbouwactiviteiten moesten verrichten. Het werd voorzien van eigen kerkjes (de arbeiders behoorden tot verschillende christelijke gezindten) en in 1927 ook van een lagere school. De Krupps hielden, zodra er voldoende naaldbos was aangeplant om een daarvoor toereikende wildstand te garanderen, regelmatig jachtpartijen op Gut Klausheide, waarvoor prominente politici en industriëlen werden uitgenodigd.
De familie Krupp liet ook een klein zweefvliegveld aanleggen. Vanaf 1927 is dit vliegveld als noodlandingsbaan door de Lufthansa aangemerkt. In de Tweede Wereldoorlog is het voor militaire doeleinden ingezet en in februari, en op 24 maart 1945 door de Amerikanen gebombardeerd. Het bombardement in maart was overigens een mislukking. De Duitsers hadden de vliegtuigen weggehaald en op een gecamoufleerde plek in het aangrenzende bos verborgen. De geallieerden noemde dit Airfield B.107. In 1952 is het vliegveld opnieuw in gebruik genomen, met name ten behoeve van de zweefvliegsport.
Het landgoed zelf werd kort na de Tweede Wereldoorlog, van 1948-1951, als ziekenhuis en sanatorium voor TBC-patiënten gebruikt. Daarna werd het door een fabrikant van zaaigoed aangekocht als kweekterrein. In 1990 werd het gekocht door de Arbeiterwohlfahrt, een op veel gebieden actieve charitatieve organisatie. Die begon er in 1996 een instelling voor meervoudig gehandicapten.
Klausheide (waarvan de naam tot plm. 1931 met de beginletter C werd gespeld) is genoemd naar de derde zoon van Gustav Krupp von Bohlen und Halbach. Deze Claus Arthur Arnold von Bohlen und Halbach (18 september 1910 op Villa Hügel bij Essen - 10 januari 1940 in Metterich in der Eifel) kwam als testpiloot van de Luftwaffe om het leven, toen het door hem bestuurde vliegtuig neerstortte.
In het kader van een gemeentelijke herindeling per 1 maart 1974 werd de tot dan toe zelfstandige gemeente Klausheide bij de stad Nordhorn gevoegd.
De evangelisch-lutherse Michaëlskerk (bouwjaar 1962) is het enige overgebleven kerkgebouw in het dorp. De wijze van gebruik is tamelijk uniek in Duitsland. Er vindt op één zondag per maand een evangelisch-gereformeerde kerkdienst plaats, op één zondag per maand een rooms-katholieke Heilige Mis, op één zondag per maand een evangelisch-lutherse kerkdienst, en op één zondag per maand een oecumenische kerkdienst. Vallen er 5 zondagen in de maand, dan is er op die 5e zondag geen dienst in het kerkgebouw.

## Afbeeldingen

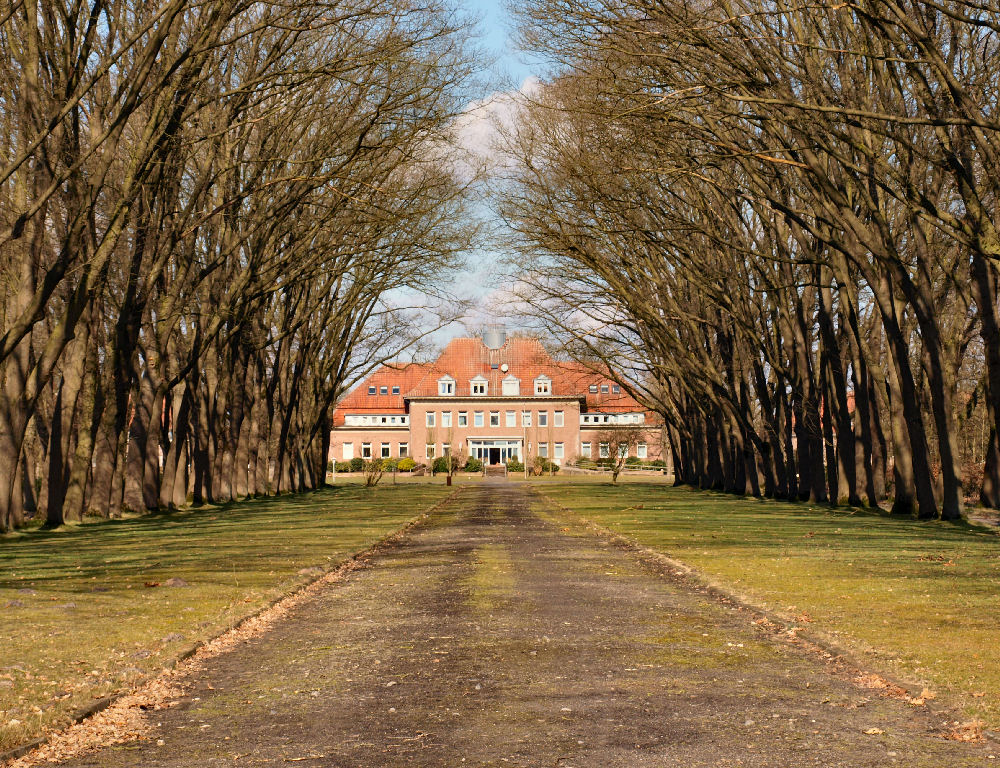
Landgoed Klausheide, oprit hoofdgebouw
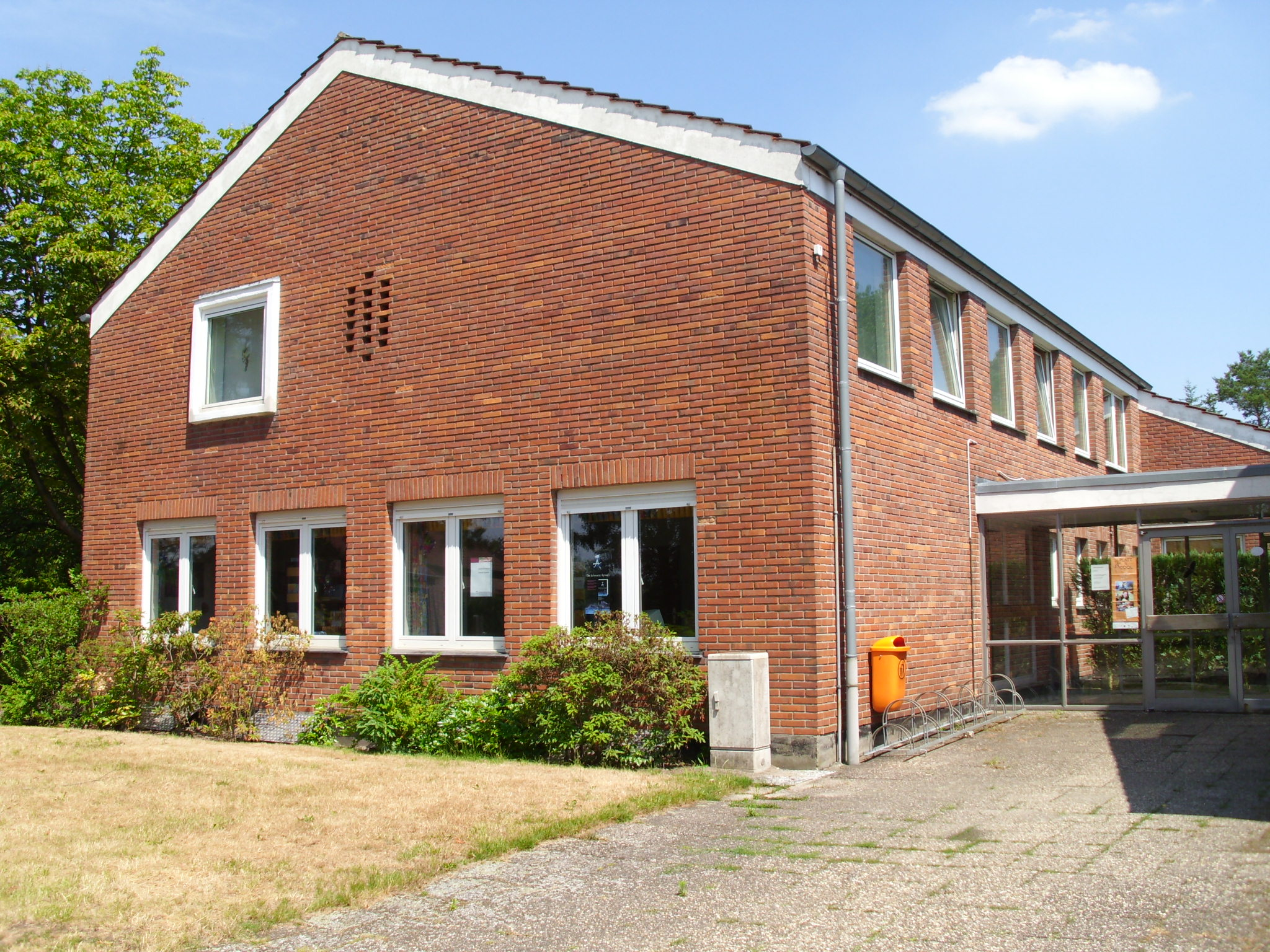
Dorpshuis annex openbare bibliotheek
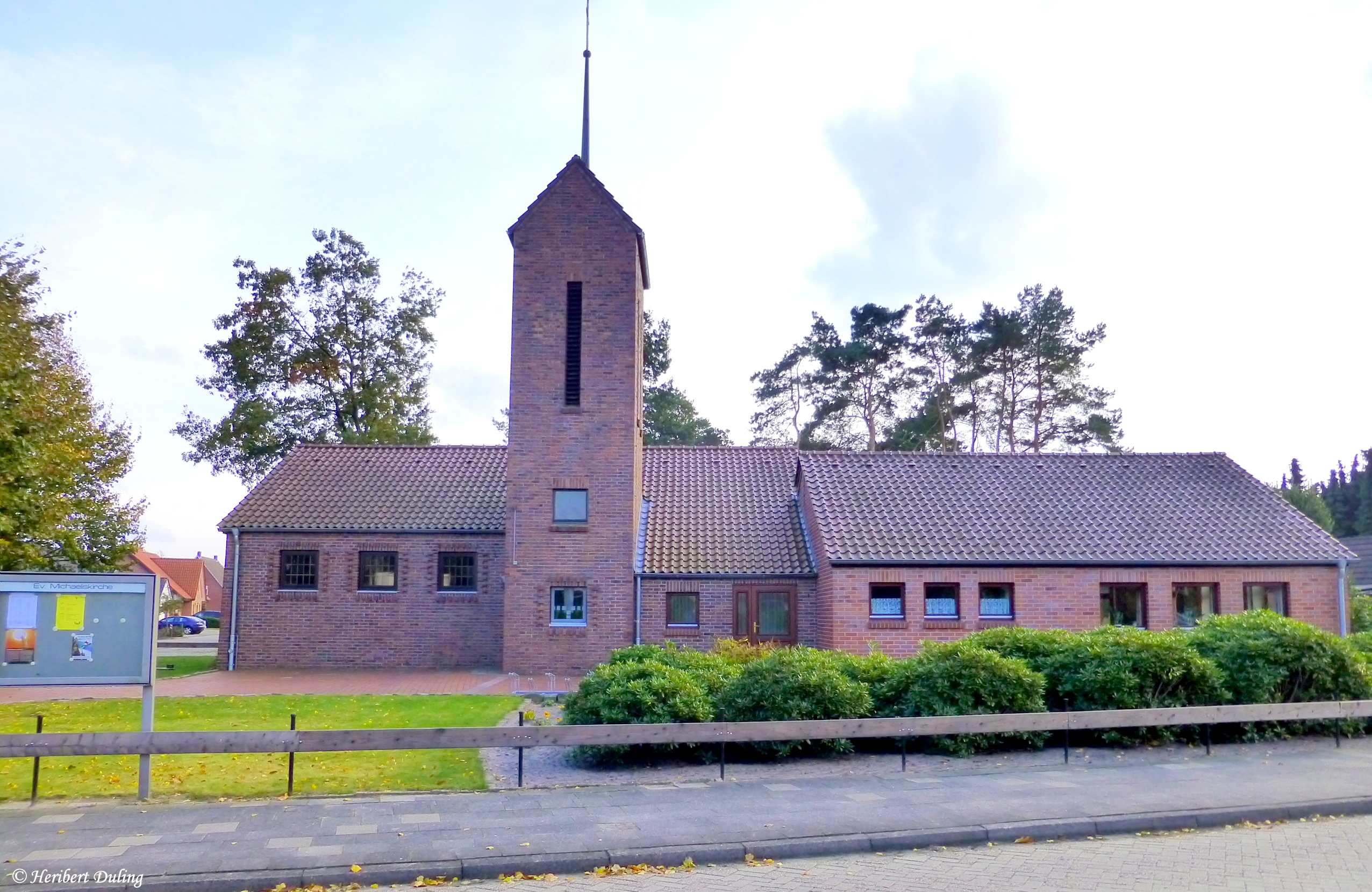
Michaëlskerk

Altendorf · Bakelde · Bimolten · Blanke · Blumensiedlung · Bookholt · Brandlecht · Bussmaate · Frensdorf · Frenswegen · Hesepe · Hestrup · Hohenkörben · Klausheide · Neuberlin · Stadtflur · Streng